# Păunești (gmina)
Păunești – gmina w Rumunii, w okręgu Vrancea. Obejmuje miejscowości Păunești i Viișoara. W 2011 roku liczyła 5898 mieszkańców.